# Larsonella pumila
Larsonella pumila es una especie de peces de la familia de los Gobiidae en el orden de los Perciformes.

## Morfología
- Los machos pueden llegar a alcanzar los 1,9 cm de longitud total.
- Es de color calabaza.[1][2]

## Hábitat
Es un pez de mar , de clima tropical y demersal.

## Distribución geográfica
Se encuentra en Australia, las Seychelles y Somalia.